# Jubones
Jubones je rijeka u Ekvadoru. Ulijeva se u zaljev Guayaquil, na obali Tihog oceana, gdje tvori deltu.